# 기요네촌
기요네촌(清音村)은 오카야마현 남부 쓰쿠보군에 있던 촌이다.  현재는 합병에 의해 소자시가 되었다.

## 지리
다카하시강의 동안에 있으며 북부는 평탄하나 남부는 산림으로 되어 있다.

## 역사
- 1889년 6월 1일 - 정촌제 시행에 의해 기요네촌이 되었다.
- 2005년 3월 22일 - 소자시, 쓰쿠보군 야마테촌과 대등 합병으로 신 소자시가 되었다.

## 교통 -

### 철도
- 서일본 여객철도
  - 하쿠비 선 : 기요네역
- 이바라 철도(일본어판)
  - 이바라 선(일본어판) : 기요네 역

### 도로
- 국도 제486호선 (일본)(일본어판)